# Potamogeton
Potamogeton, comúnmente llamada espiga de agua, pasto de agua o lila de agua, es un género de plantas acuáticas, mayormente de agua dulce, de la familia de las Potamogetonaceae. 

## Descripción
Son mayormente perennes y típicamente producen rizomas que son las formas como atraviesa el invierno. Muchas especies también dan brotes especializados invernales llamados turiones que pueden salir también de los rizomas, en los tallos o en los estolones del rizoma. Las hojas son usualmente opuestas excepto en la región de floración del tallo. Esto contrasta con el género emparentado Groenlandia donde las hojas son opuestas o enteras.
En muchas especies todas las hojas están sumergidas y en esos casos son típicamente delgadas y traslúcidas. Algunas especies, especialmente en pantanos y aguas muy lentas, tienen hojas flotantes que tienden a ser más correosas.
El diagnóstico de muchas especies de Potamogeton es la presencia de una delicada membrana semejante a escamas en la axila de la hoja. Y puede estar completamente fijada, parcialmente o libre, y tener márgenes enrollados o aparentar un tubo. Las flores son tetrámeras.

## Distribución y hábitat
Las especies de Potamogeton se encuentran en todo el mundo donde haya agua corriendo. Se estiman unas 90 especies pero la hibridación provee de más complejidad a la taxonomía.
El "pasto de agua canadiense", Elodea canadensis, que comparte varias características, no es una Potamogeton.

## Fitoquímica
Se han aislado diterpenos del tipo labdano (Ácido (12R15) 16-epoxi-12,19-dihidroxi-8(17),13(16),14-labdatrien-20-oico, por ejemplo), carotenoides (Dicetoeschscholtzxantina) y 2-hidroxi-3,5-heptanediona.

## Especies
- Lista de especies de Potamogeton

## Sinonimia
- Hydrogeton Lour., Fl. Cochinch.: 244 (1790).
- Peltopsis Raf., J. Phys. Chim. Hist. Nat. Arts 89: 102 (1819).
- Spirillus J.Gay, Compt. Rend. Hebd. Séances Acad. Sci. 38: 703 (1854).
- Buccaferrea Bubani, Nuovo Giorn. Bot. Ital. 5: 316 (1873), nom. illeg.[2]

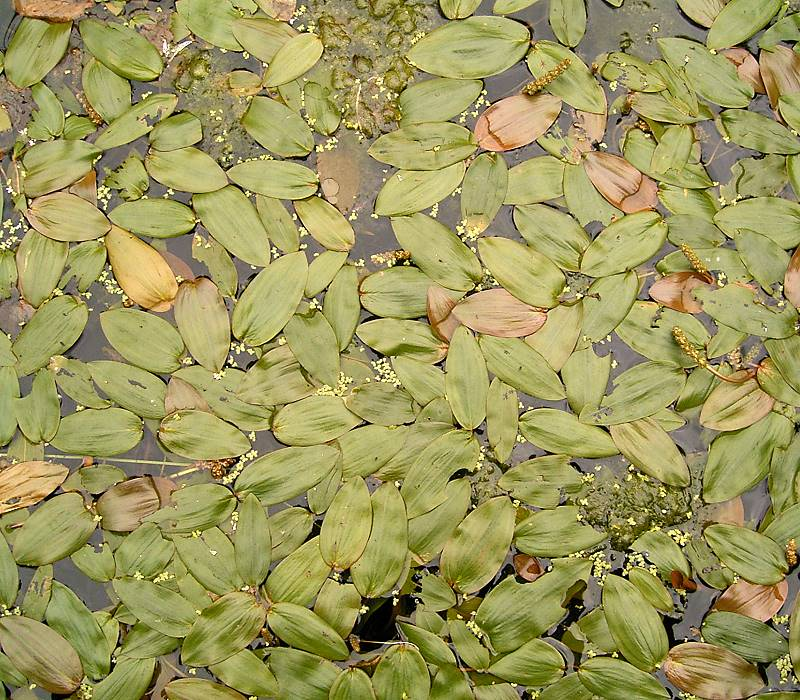
Hojas flotantes de Potamogeton natans